# Ruta Provincial 76 (Buenos Aires)
La Ruta Provincial 76 es una carretera argentina de 315 km de longitud, ubicada en el sudoeste de la provincia de Buenos Aires y se extiende desde el empalme con la Ruta Provincial 51 en el Partido de General La Madrid hasta el límite interprovincial, donde continúa como la Ruta Provincial 24 de La Pampa.

## Localidades
- Partido de General La Madrid: Acceso a Líbano.
- Partido de Coronel Suárez: no hay localidades.
- Partido de Tornquist: Villa Ventana, Villa Serrana La Gruta, Tornquist, Chasicó, Pelicurá
- Partido de Puan: López Lecube, Felipe Solá, Diecisiete de Agosto, Bordenave, Darregueira, Avestruz

## En la cultura popular
Existen dos canciones de la banda Almafuerte llamadas Pa'l recuerdo y Ruta 76 en homenaje a este camino.